# محسن باقرزاده
محسن باقرزاده (۱۳۱۷ ـ ۱۴ بهمن ۱۳۹۳)، ناشر ایرانی و مدیر انتشارات توس در تهران بود. وی با نزدیک به ۶۰۰ عنوان کتابی که در طول بیش از ۴۰ سال کار نشر انجام داد، خط و راهی ویژه را در مسیر نشر ایران ترسیم کرد. خطی که تمرکزش بر تاریخ و فرهنگ ایران بود با نگاهی پژوهشگرانه و نه از سر تفنن و داستان‌سرایی‌های عامیانه.

## زندگی‌نامه
محسن باقرزاده در سال ۱۳۱۷ خورشیدی در محله سراب مشهد و در خانواده‌ای به‌دنیا آمد. مادرش از سوادی بهره‌مند نبود اما پدرش هم اهل فرهنگ بود و هم اندک ذوق طنز و شعر داشت و هزل و هجوهایی برای برخی رجل سیاسی آن دوران می‌سرود. وی ابتدا در یک جواهر فروشی کار می‌کرد اما عشق به کتاب او را واداشت تا در سال ۱۳۳۱ با حقوقی کمتر در کتابفروشی گوتنبرگ زیر نظر محمود کاشی‌چی کار کند.
علاقه به کتاب و ارتباط با روزنامه و روزنامه‌نگاری در فضای کتابفروشی گوتنبرگ پایش را به این پیشه هم باز کرد و آقای کاشی‌چی هم که علاقه و پشتکارش را دید، او را به دامادی پذیرفت و از او حمایت کرد و سبب شد تا سال‌های بعد نیز این علاقه در او پایدار بماند و ضمن همکاری با روزنامه خراسان گزارش‌هایی برای برخی از مطبوعات تهران چون تهران مصور، خواندنی‌ها و مجله سخن بنویسد.
از جمله گزارشی که از اعتراض و اعتصاب کارگران کارخانه‌ای نخ‌ریسی نوشت و در مجلۀ تهران مصور منتشر کرد.
این گزارش‌ها به همراه برخی فعالیت‌های سیاسی و سر پر شر و شوری که داشت ساواک را نسبت به او حساس کرد و چندباری سبب‌ساز بازجویی او شد. به گفته خودش در همان گفتگوی طولانی"گرایش‌های اولیه‌ام سیاسی بود و کتاب "سرگذشت فلسطین" نوشته اکرم زعیتر با ترجمه علی‌اکبر هاشمی رفسنجانی را در مشهد پخش کردم و تعدادی را به‌طور مخفی فروختم".
در همین سال‌ها پای او به برخی محفل‌های ادبی، از جمله محفلی در منزل محمد قهرمان شاعر، در مشهد باز شد و ارتباطاتی دوستانه با شعرایی چون اخوان ثالث و محمدرضا شفیعی کدکنی و چهره‌هایی مذهبی چون محمدرضا حکیمی پیدا کرد و همان‌ها بودند که بذر یک انتشاراتی تازه را در ذهن او نشاندند با عنوان «توس». نخستین کتابی که منتشر کرد " شعر امروز خراسان " نام داشت که یک سالی برای گردآوری اشعار آن تلاش کرد. به دنبال آن دو کتاب شعر از شفیعی کدکنی و "آرش" اثر مهرداد اوستا را منتشر کرد و سپس به دلیل آنچه او "شرایط غیرقابل تحمل در مشهد" عنوان کرد، برای ادامه کار به تهران آمد.
بعد از آمدن به تهران، آشنایی با بنیاد فرهنگ و احسان یارشاطر و پرویز ناتل خانلری چهره‌ای تازه به محسن باقرزاده داد. خانلری او را به علی‌اکبر سعیدی سیرجانی معرفی کرد که هم نثر و قلمی ویژه داشت و هم در کار تصحیح و ویراستاری متن‌ها به سخت‌گیری شهره بود. شیوه سعیدی سیرجانی این بود که نمونه‌خوانی‌های هر کس را به افراد دیگر هم می‌داد تا میزان دقت آن فرد و کارش را به خوبی تعیین کند. باقرزاده نخستین نمونه‌خوانی‌ها از کتاب‌ها را نزد سیرجانی آموزش دید. به گفته خودش "نخستین کتابی که نمونه‌خوانی کرد "تاریخ بیداری ایرانیان " ناظم‌الاسلام کرمانی بود که بعدها با مقدمه‌ای از سیرجانی توسط ناشری دیگر منتشر شد. این سنت کتابخوانی و تصحیح بعدها به کارش آمد و تا پایان عمر دست از سرش برنداشت، در گفتگویی با مجله بخارا گفت: "اولین خواننده کتاب‌هایم خودم بودم و امکان نداشت چیزی را نخوانده چاپ کنم و حتی برخی کتاب‌ها را سه بار می‌خواندم"
نگاهی به کارنامه کاری انتشارات توس از ابتدای شکلِ‌گیری‌اش تا سال‌های میانی دهه ۵۰ که باقرزاده کتابفروشی توس را هم در خیابان شاهرضا (انقلاب فعلی) راه‌اندازی کرد ناشری با گرایش‌های چپ‌گرایانه و پرداخت به سیاست روز را در اذهان تصویر می‌کند. انتشار کتاب‌هایی از خسرو گلسرخی و نیز جلال آل احمد و آثاری در حمایت از فلسطین یا کشور کمونیستی چین صبغه‌ای پررنگ و سیاسی را از انتشارات توس تصویر می‌کرد؛ که او بابت برخی فعالیت‌ها در توزیع کتاب‌ها و نشریات غیرمجاز سیاسی پایش به ساواک و زندان اوین هم کشیده شد.
سال‌های ۱۳۵۵ و ۱۳۵۶ که ارتباطش با علی اصغر حاج سیدجوادی بیشتر شد به توصیه او در زیر "پل حافظ" نزد خانمی می‌رفت تا تازه‌ترین نشریات و کتاب‌های سیاسی منتشر شده در فرانسه را دریابد و سفارش تهیه آن‌ها را دهد. نکته جالب توجه این که فروشنده مزبور به آقای باقرزاده می‌گفت: تمامی کتاب‌ها و روزنامه‌هایی که شما سفارش می‌دهید، امیرعباس هویدا هم همین‌ها را سفارش می‌دهد"
اما دورۀ دوم کاری باقرزاده و انتشارات توس تصویری متفاوت و ماندگار از او بر جای گذاشته است. دورۀ کاری او در بنیاد فرهنگ، او را به شکلی عمیق با متون کهن و ادبی آشنا کرد و سبب شد تا در نهایت مسیر کار نشر خود را به سمت آثار ماندگار در تاریخ فرهنگ و ادب ایران تغییر دهد.
محسن باقرزاده تنها ناشر نبود. بلکه در مجموعه انتشاراتی‌اش آثاری منتشر شده‌اند که امضای او را به‌عنوان گردآورنده یا ویراستار اصلی بر پیشانی کتاب دارند. دورۀ سه‌جلدی «مجموعه بررسی و تحقیق توس»، «مجموعه داستان‌های کوتاه ایران و جهان» در چند مجلد از جمله این آثار است. برخی از آثاری که او سال‌ها برای گردآوری و تدوین و انتشارشان تلاش کرد در زمان حیاتش فرصت انتشار پیدا نکردند که از جمله آن‌ها مجموعه آثار حسن تقی‌زاده در ۲۲ جلد بود که به پیشنهاد و توسط ایرج افشار تدوین شده بود و باقرزاده آرزو داشت آن را در یک مجموعه و همزمان منتشر کند که به دلیل مشکلاتی که در ممیزی وزارت فرهنگ و ارشاد اسلامی بر سر راه این کتاب پیش آمد امکان انتشار برخی از مجلدات آن فراهم نشد.
باقرزاده عصر روز سه‌شنبه ۱۴ بهمن ۱۳۹۳ در سن ۷۶ سالگی در تهران درگذشت.

## انتشارات توس
نگاهی به ردۀ کتاب‌هایی که انتشارات توس منتشر کرده‌است نشان می‌دهد که او در حوزه‌هایی چون ادبیات و شعر معاصر و کهن، شاهنامه‌شناسی، زبانشناسی و دستور، افسانه‌شناسی، دین و عرفان و فلسفه، تاریخ ایران باستان و سفرنامه و حتی ترجمۀ مجموعه آثار آثاری ارزشمند و ماندگار بر جای نهاد. در میان نویسندگانی که با او همکاری می‌کردند می‌توان به پرویز ناتل خانلری، محمدرضا شفیعی کدکنی، مهرداد بهار، احمد تفضلی، ایرج افشار، مهدی اخوان ثالث، محمد مختاری، مجتبی مینوی، حبیب یغمایی، غزاله علیزاده، جلال ستاری، هما ناطق، بهروز ثروتیان، تقی زاده، منصور رستگار فسایی، منوچهر مرتضوی و... اشاره کرد.
- آثار چخوف را ده مجلد.